# 이명윤
이명윤(李命允, 1804년 ∼ 1863년)은 조선의 문신이며 진주 출신으로서 본관은 전주(全州)이며 조선 2대왕 정종의 열째 왕자 덕천군(德泉君)의 13대손 이완길(李完吉)의 아들이며 전성부원군 이준(李準)의 8대손이다. 타고난 바탕이 맑고 빼어났으며 식견과 도량이 원대했다. 학문을 함에 있어서는 오로지 뜻을 『중용(中庸)』과 『대학(大學)』의 두 책에만 두었는데 이르기를 "삼강(三綱)과 팔조(八條)는 경(敬)에서 통합되는 것이요, 오도(五道)와 삼덕(三德)은 성(誠)에 해당되는 것이니 일생을 쓰는 데에 무슨 부족함을 근심하겠는가" 라고 했다.
자는 치백(致伯)이고 호는 안호(安湖)이다.

## 생애
- 1838년(헌종 4), 알성문과에 을과로 급제, 승문원(承文院) 부정자(副正字)로 임명되다.
- 1840년(헌종 6), 휘릉별검(徽陵別檢), 이듬해 성균관 전적 · 사헌부 감찰로 임명되다.
- 1845년(헌종 11), 사간원 정언으로 임명되다.
- 1855년(철종 6), 홍문관 수찬을 거쳐 다음 해 부교리로 임명되다.
- 1856년(철종 7), 교리에 임명되었으나 취임하지 않고 고향 진주 내평(현재 내동면 내평리)으로 내려가 은거하다.
- 1857년(철종 8), 소(疏)를 올려 참판(參判) 유치명(柳致明)과 권재대(權載大)를 구제하다.
- 1862년(철종 13) 2월, 진주민란 발생 때의 주동자 류계춘(柳繼春), 박숙연(朴肅然)은 공의 동향인으로 그 당시 이명윤은 진주 백성에게 신망이 두터웠다. 즉 문관조사(文官朝士)로서 지방민의 존경을 받고 있었으므로 마치 이 민란의 배후 지도자인 것처럼 소문을 퍼뜨렸다. 도회(都會)에 참석하지 않아 평소 공을 미워하던 지방 이서(吏胥, 중앙과 지방의 관청에 속해 있던 하급 관리)들에 의하여 민란의 주모자로 무고당하였다.
  - 안핵사(按탢使, 지방에 변고가 생겼을 때 안정화를 위해 파견하던 임시 관료) 박규수(朴珪壽)가 현지에서 조사하여 다음과 같은 결론을 내렸다.
  - 첫째 초군(樵軍)이 진주 읍내에 진입할 때 공도 읍내에 들어갔고,
  - 둘째 초군이 읍내에 들어갈 때 일반 양반들에게 대해서는 닥치는 대로 폭행을 가하여 도로에 내왕조차 할 수가 없었으나 공에게만은 일제히 길을 열어주어 경의를 표하였다는 점,
  - 셋째 초군들이 일반 양반이나 아전들의 가옥은 습격하여 파괴하였으나 공의 집안은 그런 일을 당하지 않았다는 사실 등을 보고함
- 1862년(철종 13) 5월, 이에 따라 주동자로 몰려 그 해 5월 전라도 강진현(康津縣)의 고금도(古今島)에 유배되었다.
  - 섬사람들이 말하기를 "관왕묘(關王廟)에 제사를 지내면 마땅히 일찍 돌아가게 될 것입니다." 라고 하니
  - 이명윤이 아들을 돌아보고 말하기를 "너는 범방(范滂 : 동한인으로 당쟁에 걸려 죽임을 당했음)이 고도(皐陶 : 순임금의 신하로 형옥을 맡은 관리)에게 제사지내지 아니한 것을 듣지 못했느냐 ? 나는 빈 지가 오래되었다.” 라고 하고
  - 아들에게 '청천백일에 소명함이 확연하다.(靑天白日 廓手昭明)'라는 여덟 글자를 집의 벽에 쓰게하였다.
  - '피무사실(被誣事實)'을 적어 자신이 무함(誣陷, 없는 사실을 거짓으로 꾸며 남을 함정에 빠뜨림)을 입어 원통하다는 것을 피력하다.
- 1863년(철종 14) 여름, 철종장황제의 특사령이 내려졌으나 사서(赦書, 사면(赦免))가 도착하기 전에 배소에서 병사하다.
- 묘소는 경남 진주시 곤명면 신흥리 만지동 정좌에 있다.

## 가계
- 고조부 : 이성년(李星年)
  - 증조부 : 이집(李𠍱)
    - 할아버지 : 이기항(李基恒)
      - 아버지 : 이완길(李完吉)
      - 어머니 : 박세현(朴世炫)의 딸
        - 부인 : 송옥명(宋玉明)의 딸

## 같이 보기
- 진주민란
- 제주도 임술민란(강제검의 난)
- 류계춘 (동향인)
- 박숙연 (동향인)
- 이계열 (이명윤의 육촌)
- 박규수 (안핵사)
- 피무사실(被誣事實, 이명윤)
- 1863년 12월 8일 철종 사망 (향년 33세)